# Rathfarnham
Rathfarnham (forma anglicizzata) o Ráth Fearnáin (in irlandese) è una località della Repubblica d'Irlanda. Fa parte della contea di Dún Laoghaire-Rathdown, nella provincia di Leinster.
A Rathfarnham si trova il Marlay Park, dove è collocato uno dei due punti di partenza della Wicklow Way.